# Tabela de derivadas
A operação primária do cálculo diferencial é encontrar a derivada de uma função. Na tabela a seguir, supomos que {\displaystyle f} e {\displaystyle g} são funções deriváveis em {\displaystyle \mathbb {R} } e {\displaystyle c} é um número real. Essas fórmulas são suficientes para derivar qualquer função elementar. Demonstrações destas fórmulas podem ser obtidas em livros de cálculo diferencial e integral.

## Regras gerais de derivação
Regra da soma
- {\displaystyle \left({f+g}\right)'=f'+g'}

Regra da subtração
- {\displaystyle (f-g)'=f'-g'}

Regra da multiplicação
- {\displaystyle (cf)'=cf'}

Regra do produto
- {\displaystyle \left({fg}\right)'=f'g+fg'}

Regra do quociente
- {\displaystyle \left({\frac {f}{g}}\right)'={\frac {f'g-fg'}{g^{2}}}} sendo esta válida para todo {\displaystyle x} no domínio das funções com {\displaystyle g(x)\neq 0}.

Regra da Cadeia
- {\displaystyle (f\circ g)'(x)=f'{\big (}g(x){\big )}g'(x)}

onde {\displaystyle (f\circ g)(x):=f{\big (}g(x){\big )}} é a composição de {\displaystyle f} com {\displaystyle g} (usualmente, lê-se "{\displaystyle f} após {\displaystyle g}"). Esta é válida para {\displaystyle x} no domínio {\displaystyle D_{g}} da função {\displaystyle g} e tal que {\displaystyle g(x)} esteja no domínio {\displaystyle D_{f}} da função {\displaystyle f}, ou seja, é válida em {\displaystyle D_{f\circ g}=\{x\in D_{g}:g(x)\in D_{f}\}}.

## Derivadas de funções simples
- {\displaystyle {d \over dx}c=0}

- {\displaystyle {d \over dx}x=1}

- {\displaystyle {d \over dx}c.x=c}

- {\displaystyle {d \over dx}x^{c}=cx^{c-1}}

## Derivadas de funçõesexponenciaiselogarítmicas
- {\displaystyle {\frac {d}{dx}}c^{x}=c^{x}\ln c,\quad c>0}

- {\displaystyle {\frac {d}{dx}}e^{x}=e^{x}}
- {\displaystyle {\frac {d}{dx}}\log _{b}|x|={\frac {1}{x\ln b}}}
- {\displaystyle {\frac {d}{dx}}\ln |x|={\frac {1}{x}}}

Se {\displaystyle u} é uma função derivável, então:
- {\displaystyle {\frac {d}{dx}}e^{u}=u'e^{u}}

- {\displaystyle {\frac {d}{dx}}a^{u}=u'a^{u}\ln a}

- {\displaystyle {\frac {d}{dx}}\log _{a}u={\frac {u'}{u}}\log _{a}e}

- {\displaystyle {\frac {d}{dx}}\ln |u|={\frac {u'}{u}}}

## Derivadas defunções trigonométricas
| Função     | Abreviatura            | Identidade trigonométrica |
| ---------- | ---------------------- | --- |
| Seno       | sen (ou sin)           | {\displaystyle \operatorname {sen} \theta \equiv \cos \left({\frac {\pi }{2}}-\theta \right)\equiv {\frac {1}{\csc \theta }}}                                            |
| Cosseno    | cos                    | {\displaystyle \cos \theta \equiv \operatorname {sen} \left({\frac {\pi }{2}}-\theta \right)\equiv {\frac {1}{\sec \theta }}}                                            |
| Tangente   | tan (ou tg)            | {\displaystyle \tan \theta \equiv {\frac {\operatorname {sen} \theta }{\cos \theta }}\equiv \cot \left({\frac {\pi }{2}}-\theta \right)\equiv {\frac {1}{\cot \theta }}} |
| Cossecante | csc (ou cosec)         | {\displaystyle \csc \theta \equiv \sec \left({\frac {\pi }{2}}-\theta \right)\equiv {\frac {1}{\operatorname {sen} \theta }}}                                            |
| Secante    | sec                    | {\displaystyle \sec \theta \equiv \csc \left({\frac {\pi }{2}}-\theta \right)\equiv {\frac {1}{\cos \theta }}}                                                           |
| Cotangente | cot (ou cotg ou cotan) | {\displaystyle \cot \theta \equiv {\frac {\cos \theta }{\operatorname {sen} \theta }}\equiv \tan \left({\frac {\pi }{2}}-\theta \right)\equiv {\frac {1}{\tan \theta }}} |
- {\displaystyle {\frac {d}{dx}}\operatorname {sen} x=\cos x}

- {\displaystyle {\frac {d}{dx}}\cos x=-\operatorname {sen} x}

- {\displaystyle {\frac {d}{dx}}\tan x=\sec ^{2}x}

- {\displaystyle {d \over dx}\csc x=-\csc x\cot x}

- {\displaystyle {d \over dx}\sec x=\sec x\tan x}

- {\displaystyle {d \over dx}\cot x=-\csc ^{2}x}

## Derivadas defunções trigonométricas inversas
- {\displaystyle {d \over dx}\operatorname {arcsen} x={\frac {1}{\sqrt {1-x^{2}}}}}

- {\displaystyle {d \over dx}\arccos x=-{\frac {1}{\sqrt {1-x^{2}}}}}

- {\displaystyle {d \over dx}\arctan \,x={\frac {1}{1+x^{2}}}}

- {\displaystyle {d \over dx}\operatorname {arcsec} x={\frac {1}{|x|{\sqrt {x^{2}-1}}}}}

- {\displaystyle {d \over dx}\operatorname {arccot} x=-{\frac {1}{1+x^{2}}}}

- {\displaystyle {d \over dx}\operatorname {arccsc} x=-{\frac {1}{|x|{\sqrt {x^{2}-1}}}}}

## Derivadas defunções hiperbólicas
- {\displaystyle {d \over dx}\operatorname {senh} x=\cosh x}

- {\displaystyle {d \over dx}\cosh x=\operatorname {senh} x}

- {\displaystyle {d \over dx}\tanh x=\operatorname {sech} ^{2}x}

- {\displaystyle {d \over dx}\operatorname {sech} x=-\operatorname {sech} x\tanh x}

- {\displaystyle {d \over dx}\operatorname {coth} x=-\operatorname {csch} ^{2}x}

- {\displaystyle {d \over dx}\,\operatorname {csch} x=-\operatorname {csch} x\operatorname {coth} x}

- {\displaystyle {d \over dx}\operatorname {argsenh} x={\frac {1}{\sqrt {x^{2}+1}}}}

- {\displaystyle {d \over dx}\operatorname {argcosh} x={\frac {1}{\sqrt {x^{2}-1}}}}

- {\displaystyle {d \over dx}\operatorname {argtanh} x={\frac {1}{1-x^{2}}}}

- {\displaystyle {d \over dx}\operatorname {argsech} x=-{\frac {1}{x{\sqrt {1-x^{2}}}}}}

- {\displaystyle {d \over dx}\operatorname {argcoth} x={\frac {1}{1-x^{2}}}}

- {\displaystyle {d \over dx}\operatorname {argcsch} x=-{1 \over |x|{\sqrt {x^{2}+1}}}}